# Saint-Félix-de-Bourdeilles
Saint-Félix-de-Bourdeilles (cũng viết là Saint-Félix-de-Mareuil) là một xã, nằm ở tỉnh Dordogne vùng Aquitaine của Pháp. Xã này có diện tích 6,06 km², dân số năm 2007 là 72 người. Xã nằm ở khu vực có độ cao trung bình 200 m trên mực nước biển.

## Thông tin nhân khẩu
| Năm    | 1962 | 1968 | 1975 | 1982 | 1990 | 1999 | 2007 |
| ------ | ---- | ---- | ---- | ---- | ---- | ---- | ---- |
| Dân số | 105  | 85   | 85   | 61   | 53   | 58   | 72   |